# Gaspar de Ávalos da Cueva
Gaspar de Ávalos da Cueva (Guadix, 1485 - Santiago de Compostela, 2 de novembro de 1545) foi um cardeal do século XVI.

## Biografia
Nasceu em Guadix em 1485. De uma família distinta. Filho de Rodrigo de Ávalos e Leonor de la Cueva. Seu sobrenome também consta como Dávalos e Avolos; e seu segundo sobrenome como Bocanegra. A família Ávalos era muito numerosa e descendia de Ruy López Dávalos, condestável de Castela (falecido em 1426), que se casou três vezes e teve onze filhos; um dos ramos da família estabeleceu-se na Itália e o cardeal Innico d'Avalos d'Aragona, OS Iacobis (1561) foi um dos seus descendentes.
Estudou com seu tio Hernando de Talavera, OSHier., Arcebispo de Granada; camada, na Universidade de Paris (licenciatura em teologia); e ginalt, na Universidade de Salamanca (teologia).
Residiu em Baeza, Alcaraz e Guadix. Colegiado (companheiro) do Colégio de Santa Cruz, Valladolid, 4 de agosto de 1509; e mais tarde, professor. Leitor de teologia no convento de Guadalupe, 1517. Cônego magistral do capítulo da catedral de Múrcia. Cânon do capítulo da catedral de Cartagena.
Eleito bispo de Guadix y Baza em 14 de novembro de 1524. Comissário-geral da Inquisição em Valência, 1525, por ordem do Rei Carlos I de Espanha e por delegação do Inquisidor-geral Alonso Manrique. Promovido à Sé Metropolitana de Granada em 22 de janeiro de 1529. Apoiou a criação da Universidade de Granada. Transferido para a sé metropolitana de Compostela em 29 de março de 1542. Fundou diversas instituições de ensino e foi colaborador próximo do rei espanhol.
Criado cardeal sacerdote no consistório de 19 de dezembro de 1544; morreu antes de receber o chapéu vermelho e o título. Com a morte do cardeal Juan Pardo de Tavera, arcebispo de Toledo, ocorrida em 1º de agosto de 1545, ele foi nomeado pelo rei da Espanha para ocupar aquela sé, mas morreu antes de ser preconizado pelo papa.
Morreu em Santiago de Compostela em 2 de novembro de 1545. Sepultado à entrada do altar-mor da catedral metropolitana de Santiago de Compostela. A sua cidade natal homenageou-o colocando um baixo-relevo na praça, junto à antiga igreja onde a sua mãe foi sepultada, aos pés do altar-mor.